# 350年代
350年代（さんびゃくごじゅうねんだい）は、西暦（ユリウス暦）350年から359年までの10年間を指す十年紀。